# Pietro Torri
Pietro Torri (9. října 1655, Peschiera del Garda – 6. července 1737, Mnichov) byl italský barokní skladatel.

## Život
O mládí skladatele není mnoho známo. V letech 1684 až 1688 působil jako varhaník u Christiana Ernsta von Brandenburg-Bayreuth, markraběte z Bayreuthu. Poté přešel do služeb bavorského kurfiřta Maximiliána II. Emmanuela. V roce 1679 následoval bavorského regenta do exilu ve španělském Nizozemí. Pietro Torri se spolu s částí Bavorského dvorního orchestru usadil v Bruselu, kde se oženil s dcerou baletního učitele Françoise Rodiera.
V následujících letech pobýval v Monsu, Namuru, Lille, Compiègne a Valenciennes. K nejvýznamnějším provedením jeho skladeb patří uvedení opery Adelaide v roce 1722 u příležitosti královské svatby mezi synem Maximiliána II. Emmanuela Karlem Albertem a Marií Amálií Habsburskou. V roce 1729 zpíval kastrát Farinelli v jeho opeře Nicomede. V roce 1715 se vrátil do Mnichova, kde každý rok komponoval kantáty a operu.
V roce 1726 Maximilián II. Emanuel zemřel a na bavorském trůnu jej vystřídal syn Karel Albert. Pietro Torri pro tuto příležitost složil hudební alegorickou kantátu La Baviera, která zdůrazňovala bavorské právo na trůn Svaté říše římské. Karel Albert byl pak v roce 1726 skutečně zvolen císařem pod jménem Karel VII. Torri se stal hudebníkem u císařského dvora a po smrti Giuseppe Antonia Bernabei i bavorským dvorním mistrem.
Zemřel v Mnichově 6. července 1737. Jeho dílo bylo téměř zapomenuto. O oživení zájmu o jeho skladby se zasloužil zejména německý dirigent a hudební vědec Christoph Hammer.

## Dílo

### Opery
- L'innocente giustificato (Bayreuth 1688)
- Gli oracoli di Pallade e Nemesi (Mnichov 1690)
- Le peripezie della Fortuna (Brusel 1695)
- Briseide (Hannover 1696)
- Enone (Brusel 1705)
- San Gaetano (Brusel 1705)
- La vanità del mondo (Brusel 1706)
- Le réciproque, Valenciennes, 1714
- Ismene o L’innocenza difesa dai Numi (Mnichov 1715)
- Astianatte (Mnichov 1716)
- Andromacca, (Mnichov 1717)
- La Merope (Mnichov 12 ottobre 1719)
- Eumene (Mnichov 1720)
- Lucio Vero (Mnichov 1720)
- Pirro e Demetrio o L’amor d’amico vince ogni altro amore (Mnichov 1721)
- Adelaide (Mnichov 1722)
- Griselda (Mnichov 1723)
- Amadis di Grecia (Mnichov 1724)
- Venceslao (Mnichov 1725)
- L’Epanimonda (Mnichov 1727)
- Nicomede (Mnichov 1728)
- Edippo (Mnichov 1729)
- L’Ippolito (Mnichov 1731)
- Ciro (Mnichov 1733)
- Catone in Utica (Mnichov 1736)

### Chrámová hudba
- Missa pro defunctis in fa maggiore, per 5 voci e orchestra, 1726
- Missa solemnis in re maggiore, per 4 voci e orchestra, 1731
- Credo, Sanctus, Agnus Dei in do maggiore, per 4 voci e orchestra
- Apparuit gratia basso, soprano, 3 strumenti

### Oratoria
- Il Giobbe Christiano (Mnichov 1690)
- San Vinceslao (Brusel 1692/1701)
- San Landelino (Brusel 1692/1701)
- Abelle (Brusel 1692/1701)
- La vanità del mondo (Brusel 1706)
- Le martir des Maccabées (Brusel 1705/1714)
- San Genesio (1705-1714)
- Giacobbe o Rebecca] (1705/1714)
- Elia (Mnichov 1730)
- Abramo (Mnichov 1731)
- Gionata (Mnichov 1733)

### Kantáty
- Fetonte (Mnichov 1689)
- Gli amori di Titone e d’Aurora (1691)
- Il giorno festivo (Brusel 1695)
- Le triomphe de la Paix (Francia 1714)
- La reggia dell’armonia (1715)
- Introduzione a balli (Mnichov 1715/1716)
- Torneo (Mnichov 1718)
- Epitalamio (Mnichov 1719)
- Per l’anniversario della nascita di S.A.E. Massimiliano Emanuele (Mnichov 1721)
- Gli dei festeggianti (Mnichov 1721)
- La Baviera (Mnichov 1726)

### Kantáty se sólovým zpěvem
- Chi non crede basso continuo
- Vuoi saper basso continuo
- 8 cantate per oboe e flagioletto

### Jiné skladby
- Gli oracoli di Pallade e di Nemesi (Mnichov 1690)
- I preggi della primavera (Mnichov 1691)
- La publica felicità (Mnichov 1722)
- Duetto da camera per soprano, contralto e basso continuo
- Due sonate per 4 strumenti
- Otto sinfonie, perdute